# رومان تودورينو
رومان تودورينو (بالرومانية: Roman Tudoreanu)‏ مواليد 4 مارس 1987م، هو لاعب كرة مضرب مولدوفي يلعب باليد اليمنى. أعلى تصنيف له في الفردي كان المركز الـ 702 في سنة 2010م. أعلى تصنيف له في الزوجي كان المركز الـ 803 في سنة 2010م.

## روابط خارجية
- رومان تودورينو على موقع رابطة محترفي التنس (الإنجليزية)
- رومان تودورينو على موقع الاتحاد الدولي لكرة المضرب (الإنجليزية)
- رومان تودورينو على موقع كأس ديفيز (الإنجليزية)
- رومان تودورينو على موقع خلاصة التنس.كوم (الإنجليزية)